# HD 34347
HD 34347，又名CP-52 677，SAO 233886、HR 1727，是一颗恒星，视星等为6.05，位于銀經259.2，銀緯-35.84，其B1900.0坐标为赤經5h 11m 33.9s，赤緯-52° -35.84′ 40″。